# Ilia Gruev (Fußballspieler, 1969)
Ilia Hristov Gruev (bulgarisch Илия Христов Груев, deutsche Transkription Ilija Christow Gruew; * 30. Oktober 1969 in Sofia) ist ein ehemaliger bulgarisch-deutscher Fußballspieler und heutiger -trainer. Er ist aktuell Co-Trainer beim FC Ingolstadt.

## Karriere

### Als Spieler
Gruev begann seine Karriere beim PFK Montana und spielte später bei Lewski Sofia, Altay İzmir, Slawia Sofia, Lokomotive Sofia und Neftochimik Burgas. Im April 1998 wurde er wegen Dopings für acht Monate gesperrt. Von Burgas wechselte der offensive Mittelfeldspieler im Jahr 2000 zum deutschen Zweitligisten MSV Duisburg, wo er in vier Jahren 80 Spiele in der 2. Bundesliga bestritt und dabei 11 Tore erzielte. 2004 wechselte Gruev zum Regionalligisten KFC Uerdingen 05, wo er eine Saison aktiv war. Nach dem Lizenzentzug für die Uerdinger spielte Gruev beim Zweitligaabsteiger FC Rot-Weiß Erfurt, wo er seine aktive Laufbahn zum 30. Juni 2006 beendete.
In der bulgarischen Nationalmannschaft kam Gruev zu insgesamt 13 Einsätzen.

### Als Trainer

#### Anfänge als Assistenztrainer
Er besitzt eine Trainer-A-Lizenz und war ab dem 1. Juli 2006 Co-Trainer bei den A-Junioren des FC Rot-Weiß Erfurt und ab der Saison 2007/08 Trainer der Bundesliga-A-Junioren von Rot-Weiß Erfurt. Außerdem war er zu dieser Zeit erfolgreicher Spielertrainer beim FSV Harz 04 Erfurt.
Zwischen dem 8. Januar 2009 und Dezember 2010 war Gruev Co-Trainer an der Seite von Krassimir Balakow beim bulgarischen Erstligisten FC Tschernomorez Burgas, wo mit Fredi Bobic ein weiterer Ex-Bundesliga-Profi als sportlicher Leiter fungierte. Im Januar 2011 wurde Gruev von Lothar Matthäus als Co-Trainer für die bulgarische Nationalmannschaft gewählt, nachdem Zanko Zwetanow zum zypriotischen Anorthosis Famagusta wechselte. Als im Sommer 2011 Balakow beim kroatischen Klub Hajduk Split angeheuert wurde, folgte ihn Gruev erneut als Co-Trainer. Ab dem 22. März 2012 arbeitete Gruev, erneut unter Balakow, beim 1. FC Kaiserslautern als Co-Trainer. Am 18. Mai 2012 trennte sich der 1. FC Kaiserslautern vom Trainergespann.
Am 3. September 2012 erhielt Gruev einen Vertrag als Co-Trainer bis zum Saisonende bei seinem ehemaligen Klub, dem MSV Duisburg. Dort arbeitete er unter Kosta Runjaic, der den abstiegsbedrohten Verein zeitgleich als Cheftrainer übernommen hatte. Gemeinsam führten sie den MSV auf den elften Tabellenplatz. Runjaic betonte seinerzeit, dass er seinen bis 2014 laufenden Vertrag nur erfülle, wenn Gruev einen neuen Kontrakt erhielte. Es folgte der Zwangsabstieg des MSV Duisburg aufgrund des Lizenzentzugs. Zunächst schien es so, als bliebe das Trainergespann gemeinsam beim MSV, doch Runjaic verließ den Verein, da dieser die Lizenz für die 3. Liga nicht garantieren konnte. Aus diesem Grund zögerte auch Gruev lange, bevor er letztlich mit dem Lizenzerhalt einen neuen Vertrag beim MSV unterschrieb und dort unter Karsten Baumann weiter als Co-Trainer arbeitete.
Am 24. September 2013 verpflichtete ihn der 1. FC Kaiserslautern erneut. Beim FCK arbeitete er unter Cheftrainer Runjaic und neben Co-Trainer Oliver Schäfer als weiterer Co-Trainer. Der Vertrag lief zunächst bis Juni 2015 und wurde dann verlängert. Nach Runjaics Rücktritt am 23. September 2015 sollte Gruev gemeinsam mit Schäfer die Leitung der zweiten Mannschaft des FCK übernehmen. Er lehnte dies jedoch ab und war aufgrund seines bestehenden Vertrages anschließend als Scout tätig.

#### Erste Anstellung als Cheftrainer
Am 3. November 2015 kehrte Gruev zum MSV Duisburg zurück. Nach der Entlassung von Cheftrainer Gino Lettieri übernahm er dessen Posten. Der MSV war damit die zweite Vereinsstation innerhalb von drei Jahren, zu der Gruev in einer Trainerfunktion zurückkehrte. Gleichzeitig war es seine erste Station als Cheftrainer. Den sofortigen Wiederabstieg des MSV in die 3. Liga konnte er nicht verhindern. Am 13. Mai 2017 stieg er am vorletzten Spieltag nach einem 3:0-Erfolg bei Fortuna Köln mit dem MSV Duisburg wieder in die 2. Liga auf.
Am 1. Oktober 2018 trennte sich der MSV Duisburg nach den ersten acht Saisonspielen ohne Sieg von Gruev.

#### Engagement in der Bundesliga
Im Mai 2019 gab Bundesligist Werder Bremen die Verpflichtung des Bulgaren als Co-Trainer zur Saison 2019/20 bekannt. Gruevs gleichnamiger Sohn (* 2000) spielte zu diesem Zeitpunkt in der Bremer Jugend und erhielt im Sommer 2019 einen Profivertrag, so dass Gruev einer der Trainer seines Sohnes war. Bei Werder Bremen soll er insbesondere für das Training von Standardsituationen zuständig gewesen sein. Zuletzt war er in der Scouting-Abteilung von Werder für die Betreuung der ausgeliehenen Spieler verantwortlich. Im März 2021 wechselte er als Co-Trainer zum Ligakonkurrenten Arminia Bielefeld. Am 20. April 2022 wurde er gemeinsam mit Cheftrainer Frank Kramer entlassen.
Erneute Tätigkeit als Co-Trainer
Für die Spielzeit 2024/25 wurde Gruev als Co-Trainer vom FC Ingolstadt verpflichtet.

## Sportliche Erfolge als Spieler
Mit FC Neftochimik Burgas:
- Bulgarischer Vizemeister; 1997
- Pokalsieger 1996, 1997

## Persönliches
Sein gleichnamiger Sohn Ilia (* 2000) ist ebenfalls Fußballprofi.
Gruev hat die bulgarische und die deutsche Staatsbürgerschaft.